# 지구촌기독외국인학교
지구촌기독외국인학교(Global Christian Foreign School)는 서울특별시 용산구에 있는 외국인학교이다. 현재 유치원부터 고등학교까지의 과정을 운영하고 있다.

## 연혁
- 1996년 : 개교